# Why (Ali Gatie)
Why è un singolo del cantante canadese Ali Gatie, pubblicato nel 5 agosto 2017.

## Tracce
1. Why – 2:47